# Морсё (коммуна)
Морсё (дат. Morsø Kommune) — датская коммуна в составе области Северная Ютландия. Площадь — 367,67 км², что составляет 0,85 % от площади Дании без Гренландии и Фарерских островов. Численность населения на 1 января 2008 года — 22091 чел. (мужчины — 11138, женщины — 10953; иностранные граждане — 544).